# Chiesa della Visitazione di Maria Santissima (Valbondione)
La chiesa della Visitazione di Maria Santissima è un luogo di culto cattolico, si trova in via Don Vincenzo Riccardi nell'antica contrada di Bondione a Valbondione in alta val Seriana sussidiaria della chiesa parrocchiale di San Lorenzo.

## Storia
La chiesa è documentata presente nella contrada Bondione nel 1575 visitata dal convisitatore di san Carlo Borromeo arcivescovo di Milano, nell'autunno del 1575.. Negli atti della visita risulta che il piccolo oratorio con la volta affrescata, aveva un solo altare dedicato a san Bernardo e la copertura del tetto in tegole. L'edificio risulta però essere in cattivo stato di conservazione nel 1613, e per questo non venivano recitate le funzioni liturgiche. 
Le chiese di Valbondione furono nuovamente visitate nel 1624 dal cardinale Federico Corner il quale indicò che la struttura della chiesa dedicata alla visitazione, era crollata. La visita del 1659 del vescovo di Bergamo Gregorio Barbarigo non cita la chiesa. Fu ricostruita successivamente per volontà dei locali e intitolata alla Visitazione di Maria alla cugina Elisabetta.
Nella seconda metà del Novecento il presbiterio fu completato con il nuovo altare rispondente all'adeguamento liturgico.

## Descrizione

### Esterno
L'edificio di culto è anticipato da un piccolo sagrato a pianta quadrata con pavimentazione in acciottolato delimitato da un muretto in pietra. Il fronte principale è a capanna protetta dagli spioventi sporgenti della gronda. Centrale l'unico ingresso con paraste e architrave in pietra arenaria con contorno sagomato. Ai lati due piccole aperture rettangolari protette da inferriata. Nella parte superiore un'ulteriore aperture semicircolare con contorno in muratura.

### Interno
L'interno preceduto dalla bussola lignea si presenta a unica navata con copertura a botte divisa in due campate da lesene in muratura. Ogni campata ospita una piccola finestra istoriata atta a illuminare l'aula. La zona presbiteriale è rialzata da due gradini. Il nuovo altare ligneo è posto nella parte frontale mentre una cancellata in ferro battuto con elementi in bronzo seicentesca, racchiude la parte absidale con l'altare posto nel coro liscio. L'altare ospita il dipinto di Domenico Carpinoni della Visitazione di Maria alla cugina Elisabetta.